# Detailed Balance
Der Begriff Detailed Balance  (detailliertes Gleichgewicht) bezeichnet eine Eigenschaft von homogenen Markow-Ketten, einem speziellen stochastischen Prozess. Anschaulich ist ein Prozess im detaillierten Gleichgewicht, wenn nicht erkennbar ist, ob er sich zeitlich vorwärts oder rückwärts bewegt.

## Definition
Eine Markow-Kette mit möglichen Zuständen {\displaystyle (X_{z})_{z\in \mathbb {Z} }} und einer Übergangsmatrix {\displaystyle (w_{ij})}, wobei {\displaystyle w_{ij}} die Wahrscheinlichkeit für einen Übergang von Zustand {\displaystyle X_{i}} zum Zustand {\displaystyle X_{j}} bezeichnet (also die Übergangswahrscheinlichkeit), heißt reversibel bezüglich der Verteilung {\displaystyle P}, wenn
{\displaystyle P(X_{i})w_{ij}=P(X_{j})w_{ji}}
für alle {\displaystyle i,j} gilt. Eine Markow-Kette heißt reversibel, wenn sie eine Verteilung besitzt, bezüglich derer sie reversibel ist.
Die obige Gleichung ist die Bedingung des detaillierten Gleichgewichts. Ist sie erfüllt, so ist das System, das durch den Markow-Prozess beschrieben wird, im detaillierten Gleichgewicht oder der detaillierten Balance.

## Eigenschaften
- Der Metropolisalgorithmus ist ein Beispiel für einen stochastischen Prozess, der die Eigenschaft der Detailed Balance erfüllt. Er wird in Monte-Carlo-Simulationen dazu genutzt, Zustände eines Systems aus vorhergehenden Zuständen gemäß einer Übergangswahrscheinlichkeit zu erzeugen.
- Für stationäre Markow-Ketten {\displaystyle (X_{z})_{z\in \mathbb {Z} }} mit Übergangsmatrix {\displaystyle (w_{ij})} (also insbesondere für diejenigen Ketten, die in einer stationären Verteilung starten) ist diese Eigenschaft äquivalent zur zeitlichen Reversibilität, das heißt, für den zeitumgekehrten Prozess {\displaystyle {\tilde {X}}_{z}:=X_{-z}} gilt für alle {\displaystyle t_{1},\dots ,t_{n}\in \mathbb {Z} }

{\displaystyle (X_{t_{1}},\dots ,X_{t_{n}})\sim (X_{-t_{1}},\dots ,X_{-t_{n}})}, das heißt, {\displaystyle X_{t_{1}},\ldots } sind verteilt wie {\displaystyle X_{-t_{1}},\ldots }
Für jede Realisierung ist also gleichgültig, in welcher Richtung sie durchlaufen wird.
- Jede Verteilung, welche die Detailed-Balance-Bedingung erfüllt, ist eine stationäre Verteilung. Das folgt direkt aus der Mastergleichung {\displaystyle {\frac {\mathrm {d} P_{k}}{\mathrm {d} t}}=\sum _{\ell \neq k}(w_{k\ell }P_{\ell }-w_{\ell k}P_{k})=0}.

Die Konvergenz einer beliebigen Verteilung gegen die stationäre Verteilung ist daraus aber nicht gegeben. Ein hinreichendes Kriterium dafür liefert zum Beispiel der Ergodensatz.